# 이광흥 효자각
이광흥 효자각은 세종특별자치시 부강면 문곡리에 있는 이광홍 효자각이다. 2014년 9월 30일 세종특별자치시의 향토문화유산 제61호로 지정되었다.

## 개요
이광흥 효자각(李光興 孝子閣)은 조선시대 효자 이광흥(李光興, 1756~1814)의 효행(孝行)을 세상에 널리 알려 칭찬하고 기억하기 위해 나라에서 하사한 명정(銘旌)을 현판(懸板)으로 걸어놓은 정문(旌門)이다.
이광흥의 본관(本貫)은 경주(慶州)이며, 고려 후기 문신(文臣)이었던 국당공 이천(菊堂公 李蒨, 1274~1349)의 후손으로 어려서부터 효심이 깊어 주변의 칭찬이 그치지 않았다. 불과 10세의 나이에 아버지가 위독해지자 자신의 손가락을 잘라 피를 입에 넣어 드렸으며, 아버지가 돌아가시자 3년간 움막을 짓고 살면서 무덤 곁을 지켰다. 그 후에는 홀로 계신 어머니를 지극정성으로 모셨고 돌아가시자 3년간 상복을 입고 매일 같이 눈물을 흘렸다고 한다.
이광흥의 효행에 대해 지역의 유림(儒林)들이 글을 올렸고 1891년(고종 28)에 명정을 받고 정문을 세우게 되었다. 정면에 ‘月城李公孝子門(월성이공효자문)’이라는 현판이 걸려있으며, 내부에 ‘孝子 贈掌禮院卿 慶州李公光興之閭(효자 증장례원경 경주이공광흥지려)’라는 명정현판이 있었지만 현재는 정문을 세울 당시의 기록인 정려기(旌閭記)만 남아있다.

## 관련 자료
이 효자각은 고종 28년(1891)에 장례원경(掌禮院卿)에 증직된 이광흥(李光興, 1756~1814)의 효행을 기리어 세운 정려이다.
이광흥은 문의현 삼도면 달산리(현 부강면 문곡리 대국터)에 거주했는데, 경주 이씨 국당공파로 이청(李청, ?~1349)의 31대 손으로 어려서부터 총명함과 효행심이 깊어 주위로부터 효자로 이름이 높았다고 한다. 10살이 되던 해에 아버지 병환이 위중해지자 어린 나이에도 아버지를 소생시키겠다는 의지로 손가락을 잘라 피를 부친의 입에 흘려 넣어 기적과 같이 살아나 3년을 더 살았다고 전해진다. 부친이 돌아가시자 묘 옆에 움막을 짓고 삼 년간 시묘하면서 슬퍼하고 피눈물을 흘렸다고 한다. 또한 어머니가 80세가 되어 거동을 못하게 되자 모친을 등에 업고 이웃집과 친척집 등에 마실을 다니는 등 노모가 적적해 하지 않도록 갖은 정성을 다하였다. 어머니가 노환으로 돌아가시자 가세가 어려운 형편임에도 삼 년간 상복을 입고 하루도 빠짐없이 슬퍼하니, 충청도 유학들이 이광흥의 효행을 조정에 알리어 고종이 명정했다.
효자 이광홍 정려는 1950년에 보수한 것으로 정면 1칸, 측변 1칸의 겹처마 팔작지붕 목조 기와집이다. 사면을 홍살로 막고 안에는 '孝子贈掌禮院卿光州李公光興之閭上之二十年辛卯十一月命旌閭'라는 효자문 편액을 걸었으나 현재 편액은 없어지고 새로'月城李公孝子門'이라는 편액을 새로 달았다. 1934년에 심석진(沈奭鎭)이 지은 정려기가 걸려 있다. 2004년에는 남쪽 50m에서 현재의 위치로 이건하였다. 이광흥 정려는 경주 이씨 문중에서 관리하고 있다.